# Île de San Vicente
L'île de San Vicente, (en espagnol Isla de San Vicente  et en galicien Illa de San Vicente), est une île située sur la côte nord de la commune galicienne de Ortigueira, en Espagne.

## Description
C'est une île rocheuse de 5,7 ha de superficie située dans l'estuaire d'Ortigueira.
Elle est de forme ovale et est couverte d'arbres et d'arbustes. Lorsque la marée descend, l'île est reliée à la terre par un long banc de sable. Elle se trouve dans un lieu de grand intérêt écologique : ainsi l'île et les marais environnants sont protégés. Au Moyen Âge, il y avait sur l'île un petit monastère (peut-être un prieuré bénédictin ), dont il reste quelques vestiges. Aujourd'hui, la propriété est liée à l'historique Pazo de Brandaliz, une maison fondée par la famille Ponce de León.

## Galerie

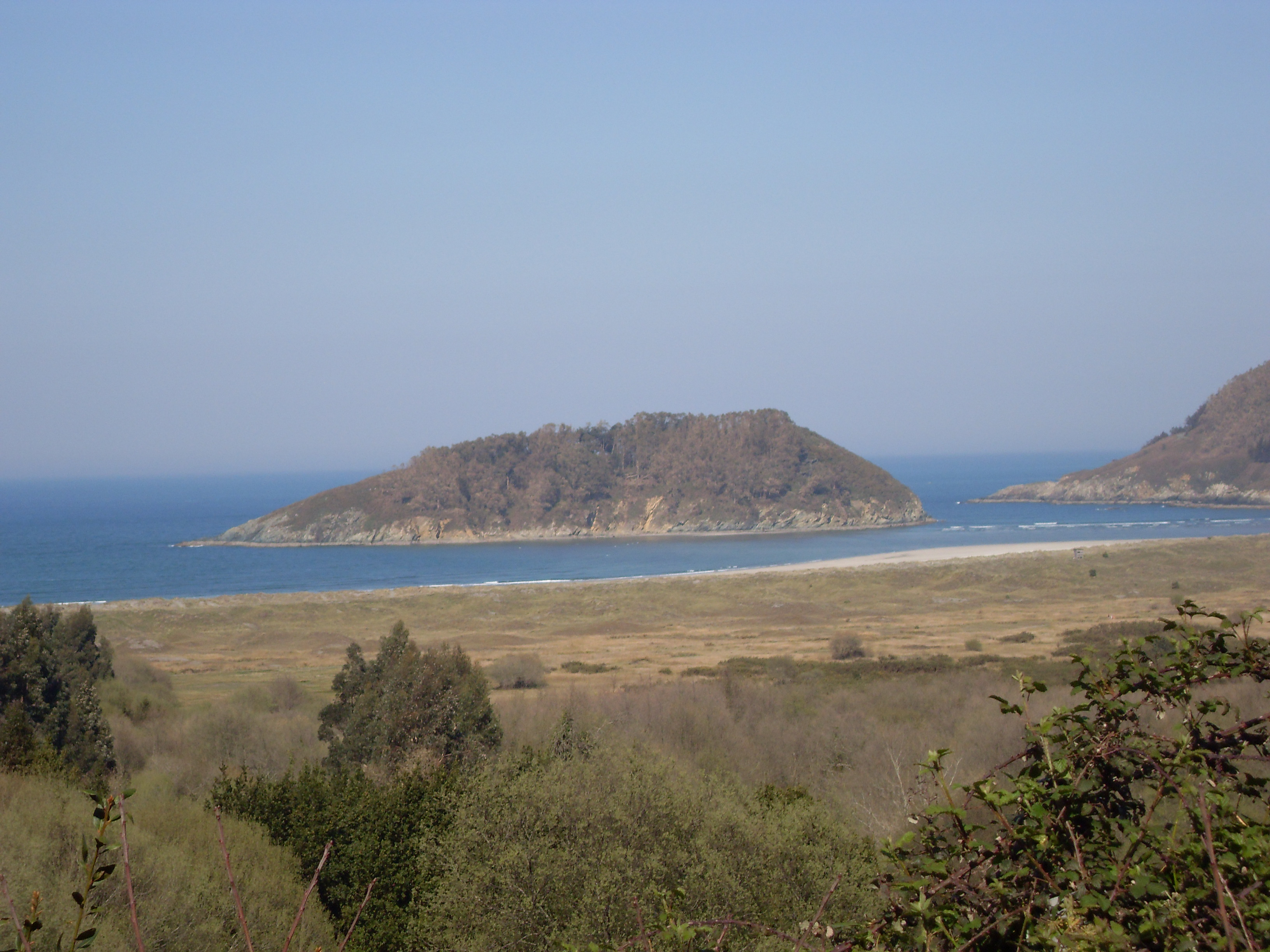